# Christian Langer (Musiker)
Christian Langer (* 10. Januar 1972) ist ein Pianist, Komponist, Sänger und Songschreiber aus Deutschland. 

## Karriere
Langer trat und nahm unter verschiedenen Namen auf. Unter anderem: C, Supper's Ready, Christian Langer Band. Einem großen Publikum ist er vor allem unter dem Pseudonym "Justice" als Gründungsmitglied der A-cappella-Pop-Comedy-Gruppe Füenf bekannt (Gründung: 1995, Auflösung: 2024). Seit Anfang 2025 ist er mit seinem ersten Musikcomedy-Soloprogramm "Bloß ein lustiges Lied ist ein gutes Lied" auf Tour. 
Als Solokünstler und Kopf seiner Jazz-Pop-Band Supper’s Ready veröffentlichte er insgesamt 14 CDs, die sich stilistisch sehr unterscheiden. 2008 erschien mit 2 Tage im Mai seine erste deutschsprachige LP.

## Diskografie (Auswahl)

### Supper's Ready
- Supper's Ready (LP, 1995)
- Pictures (of Life and Death) (LP, 1996)
- They? (LP, 1998)
- Farewell (LP, 1999/2006)

### Christian Langer
- C-Abgesang (LP, 2000)
- C-Live (LP, 2002)
- 2 Tage im Mai (LP, 2008)
- In His Mind (LP, 1994/2009)
- Deny All You Know (LP, 2011)
- Bloß ein lustiges Lied (LP, erscheint im Frühjahr 2025)